# Synej
Synej là một đô thị trong quận Kavajë thuộc hạt Tirana, Albania. Dân số năm 2005 là 6624 người.